# Jamie Murray
James „Jamie“ Robert Murray, OBE (* 13. Februar 1986 in Dunblane) ist ein britischer Tennisspieler aus Schottland. Er ist der ältere Bruder des ehemaligen Tennisprofis Andy Murray. Ab dem 4. April 2016 war er, mit einer Unterbrechung, neun Wochen lang Weltranglistenerster im Doppel. Im Doppel und im Mixed gewann er bisher sieben Grand-Slam-Titel.

## Karriere

### Bis 2007: Erste Jahre und Top 50 im Doppel
2006 erreichte Murray zweimal ein Doppelfinale auf der ATP Tour. Ende Juli kamen er und sein US-amerikanischer Doppelpartner Eric Butorac bis ins Finale des Turniers in Los Angeles, das sie gegen die topgesetzten Brüder Bob und Mike Bryan glatt verloren. Im September gab es in Bangkok eine erneute Finalniederlage, diesmal im Match-Tie-Break an der Seite seines Bruders Andy Murray gegen Andy Ram und Jonathan Erlich.
Im Februar 2007 holten Murray und Butorac ihren ersten Turniersieg, noch auf Challenger-Ebene. Es folgten Erfolge auf der ATP Tour bei den SAP Open in San José und den Regions Morgan Keegan Championships in Memphis. Durch die Turniersiege erreichte Murray erstmals die Top 50 der Doppelweltrangliste. Am 20. März wurde Murray erstmals in die britische Davis-Cup-Mannschaft berufen. Er besiegte dort zusammen mit Greg Rusedski, Robin Haase und Rogier Wassen in vier Sätzen. Nach dem Gewinn des Mixed-Titels mit Jelena Janković bei den Wimbledon Championships stieß er auch bei den US Open an der Seite von Liezel Huber bis ins Halbfinale vor, verpasste jedoch sein zweites Grand-Slam-Finale innerhalb eines Jahres.

### 2008: Kurze Zusammenarbeit mit Maks Mirny und neues Karrierehoch
Murray begann das Jahr 2008 mit einem neuen Doppelpartner, dem Weißrussen Maks Mirny. Auf den Sieg beim Turnier in Delray Beach im Februar folgte eine Reihe von Niederlagen. Sie scheiterten bei elf Turnieren in den ersten beiden Runden, so auch bei den Australian Open. Nach nur vier gewonnenen Partien beendeten Murray und Mirny ihre gemeinsame Doppelkarriere. Der Brite hatte mit anderen Partnern mehr Erfolg; er erreichte mit Nicolás Lapentti das Halbfinale der Movistar Open und mit Kevin Ullyett das Finale der Estoril Open. Jamie Murray zeigte auch vermehrt Interesse für das Einzel. Mit einem Match gegen Marcel Granollers nahm er im Januar an einer Einzel-Qualifikation teil und bewarb sich um eine Wildcard in Wimbledon. Nach der Niederlage in der Qualifikation bei den Artois Championships gegen den Polen Łukasz Kubot wurde Murray der Auftritt beim traditionellen Rasenturnier im Einzel verweigert. Gemeinsam mit Jeff Coetzee erreichte er das Finale der Slazenger Open sowie mit Maks Mirny das Halbfinale der Artois Championships und das Achtelfinale in Wimbledon. Mit Liezel Huber stand er zudem im Mixed-Finale der US Open. Bei den Olympischen Spielen in Peking erreichte er im Doppel mit seinem Bruder Andy das Achtelfinale. Er schloss das Jahr auf Platz 28 der Welt ab.

### 2009–2012: Auf und Ab in den Top 100
In den Saisons 2009 und 2010 gewann Murray auf der Challenger Tour jeweils vier Titel. Mit Jamie Delgado gewann er 2009 in Trani und Ljubljana und mit Jonathan Marray in Alphen aan den Rijn und Astana. Im Jahr darauf sicherte sich zunächst mit Jonathan Marray die Titel in Salinas und Bergamo, ehe Titelgewinne mit Ross Hutchins in Taschkent und mit Colin Fleming in Bratislava. Auf der World Tour blieb er 2009 ohne Finalteilnahme, gewann aber 2010 mit seinem Bruder Andy das Turnier in Valencia, womit er seinen zweiten Titel bei einem Turnier der World-Tour-500-Kategorie gewann. Sie besiegten im Endspiel Mahesh Bhupathi und Maks Mirny mit 10:7 im Match-Tie-Break. Auch 2011 gelang den Murray-Brüdern ein gemeinsamer Turniersieg. In Tokio bezwangen sie im Oktober im Finale František Čermák und Filip Polášek in zwei Sätzen. Einen Monat zuvor hatte Murray mit André Sá seinen sechsten World-Tour-Titel in Metz gewonnen. In der Saison 2012 gelang Murray auf der World Tour nur eine Finalteilnahme in Montpellier, während er auf der Challenger Tour ohne Titelgewinn blieb. Die Olympischen Spiele in London verliefen ebenfalls erfolglos: an der Seite seines Bruders Andy scheiterte er im Doppel in der Auftaktpartie an Jürgen Melzer und Alexander Peya.

### 2013–2014: Mit John Peers zur erweiterten Weltspitze
Zum Start der Saison 2013 begann Murray eine feste Doppel-Partnerschaft mit John Peers. In ihrer ersten gemeinsam Spielzeit gelangen ihnen vier Finalteilnahmen, darunter drei Titelgewinne. In Houston bezwangen sie im April Bob und Mike Bryan, im Juli setzten sie sich in Gstaad gegen Pablo Andújar und Guillermo García López durch. Im September folgte der Titelgewinn in Bangkok, während sie einen Monat später in Tokio gegen Rohan Bopanna und Édouard Roger-Vasselin das Nachsehen hatten. Bei den US Open erreichten sie das Viertelfinale, Murrays bis dato bestes Abschneiden bei einem Grand-Slam-Turnier. Murray und Peers gewannen zudem das Challenger-Turnier in Nottingham. In der Saison 2014 gelang ihnen lediglich beim World-Tour-Turnier in München ein Titelgewinn. Mit 6:4 und 6:2 siegten sie im Finale gegen Colin Fleming und Ross Hutchins. Im September standen sie nochmals in Kuala Lumpur im Endspiel, verloren jedoch gegen Marcin Matkowski und Leander Paes mit 5:10 im Match-Tie-Break. Bei Grand-Slam-Turnieren gelang ihnen sowohl bei den French Open als auch in Wimbledon der Einzug ins Achtelfinale.

### 2015–2018: Davis-Cup-Sieg, Grand-Slam-Siege mit Bruno Soares und Nummer 1 der Welt
2015 starteten Murray und Peers erfolgreich in die Saison, als sie in Brisbane direkt den ersten Turniersieg des Jahres schafften. Sie setzten sich im Finale in zwei Sätzen gegen Oleksandr Dolhopolow und Kei Nishikori durch. Es folgten in der ersten Saisonhälfte Finalniederlagen bei den World-Tour-500-Turnieren in Rotterdam (gegen Jean-Julien Rojer und Horia Tecău) und Barcelona (gegen Marin Draganja und Henri Kontinen). Im Juli erreichten sie in Wimbledon ihr erstes Endspiel bei einem Grand-Slam-Turnier. Ihren Kontrahenten Jean-Julien Rojer und Horia Tecău waren sie glatt in drei Sätzen unterlegen. Einen Monat darauf gewannen sie in Hamburg nach einem Finalerfolg gegen Juan Sebastián Cabal und Robert Farah ihren zweiten gemeinsamen Saisontitel und den sechsten insgesamt. Sie gewannen die Partie knapp mit 10:8 im Match-Tie-Break. Bei den kurz darauffolgenden US Open zogen Murray und Peers ebenfalls ins Endspiel ein, hatten aber erneut das Nachsehen. Dieses Mal unterlagen sie Pierre-Hugues Herbert und Nicolas Mahut mit 4:6 und 4:6. Im Anschluss erreichte sie auch die Finals in Wien und Basel, ebenfalls ohne letztlich den Titel gewinnen zu können. Bei den ATP World Tour Finals schieden sie in der Gruppenphase aus, nachdem sie die entscheidende Partie um den Halbfinaleinzug gegen Bob und Mike Bryan mit 14:16 im Match-Tie-Break verloren hatten. Die Saison endete mit einem großen Erfolg für Murray im Davis Cup. Mit der britischen Mannschaft gewann er dank eines 3:1-Finalsiegs gegen Belgien den Wettbewerb. In der Finalbegegnung bestritt Murray mit seinem Bruder Andy die Doppelpartie, die sie in vier Sätzen gegen Steve Darcis und David Goffin für sich entschieden. Zum Saisonende lösten Murray und Peers ihre Partnerschaft auf und Murray, der zum Jahresende eine neue Karrierehöchstmarke mit Rang sieben in der Weltrangliste erreichte, gab bekannt, ab 2016 mit Bruno Soares als festem Doppelpartner zu spielen.
Auch die Saison 2016 begann für Murray, diesmal mit Soares, sehr erfolgreich. Ihnen gelang bei ihrem zweiten gemeinsamen Wettbewerb direkt ein Auftakterfolg mit dem Turniersieg in Sydney, wo sie im Finale Rohan Bopanna und Florin Mergea in zwei Sätzen besiegten. Nach fünf Siegen in Folge zogen sie auch bei den Australian Open in die letzte Runde ein und gewannen diese gegen Daniel Nestor und Radek Štěpánek mit 2:6, 6:4 und 7:5 ebenfalls. Für beide war es der erste Grand-Slam-Titel im Doppel. Am 4. April 2016 übernahm Murray die Spitzenposition in der Doppel-Weltrangliste. Er war damit der erste Brite, der im Tennis Weltranglistenführender wurde. Am 7. November 2016 gelang dies seinem Bruder Andy Murray als erstem Briten auch im Einzel. Im selben Monat stand Murray in Monte Carlo das erste Mal in seiner Karriere in einem Masters-Finale. Er und Soares unterlagen in diesem Pierre-Hugues Herbert und Nicolas Mahut. Im Juni 2016 wurde Murray wegen seiner Verdienste um den Tennissport zum Officer (OBE) des Order of the British Empire ernannt. Während sie bei den French Open im Achtelfinale und in Wimbledon im Viertelfinale ausschieden, gelang ihnen im Juli beim Masters in Toronto erneut der Finaleinzug, hatten aber erneut das Nachsehen. Bei den Olympischen Spielen in Rio de Janeiro ging Murray in zwei Konkurrenzen an den Start. Im Doppel blieb er an der Seite seines Bruders Andy erfolglos, die beiden schieden gegen Thomaz Bellucci und André Sá in der ersten Runde aus. Auch im Mixed kam er mit Johanna Konta nicht über die Auftaktpartie hinaus. Mit Bruno Soares schaffte Murray in der zweiten Saisonhälfte bei den US Open einen weiteren großen Erfolg. Nach dem gelungenen Finaleinzug besiegten sie im Endspiel Pablo Carreño Busta und Guillermo García López mit 6:2 und 6:3. Sie qualifizierten sich aufgrund ihrer Erfolge für die World Tour Finals, bei denen sie das Halbfinale erreichten. Murray beendete die Saison auf Rang vier der Weltrangliste.
Die Erfolgsbilanzen der Saisons 2017 und 2018 ähneln sich sehr. Auf der World Tour erreichten Murray und Soares beide Male sechs Finals und gewannen drei davon. Auch erreichten sie bei je zwei Grand-Slam-Turnieren das Viertelfinale. 2017 sicherten sie sich in Acapulco, Stuttgart und im Queen’s Club den Titel, während sie in Sydney, beim Cincinnati Masters und in Tokio Finalniederlagen hinnehmen mussten. Bei den French Open und den US Open schafften sie es ins Viertelfinale. Weitaus erfolgreicher war Murray 2017 bei Grand-Slam-Turnieren im Mixed: mit Martina Hingis gewann er sowohl in Wimbledon als auch bei den US Open den Titel. Bei den ATP Finals erreichten Murray und Soares zum Saisonende 2017 erneut das Halbfinale. In der Folgesaison gewannen die beiden die Turniere in Acapulco und Washington, D.C. sowie beim Masters in Cincinnati. Im Saisonverlauf erreichten sie außerdem die Finals in Doha, im Queen’s Club und beim Shanghai Masters sowie die Viertelfinals in Wimbledon und bei den US Open. Bei den ATP Finals schieden sie zum dritten Mal in Folge im Halbfinale aus. An der Seite von Bethanie Mattek-Sands gelang Murray zudem die Titelverteidigung im Mixed der US Open, als sie Nikola Mektić und Alicja Rosolska mit 11:9 im Match-Tie-Break besiegten.

### Ab 2019: Neuer Partner und leichter Rückfall in der Weltrangliste
Der Saisonbeginn 2019 verlief für Murray und Soares zum wiederholten Mal erfolgreich. In Sydney sicherten sie sich nach einem Finalsieg gegen Juan Sebastián Cabal und Robert Farah den Titelgewinn. Gegen Cabal und Farah unterlagen sie drei Monate darauf bei ihrer zweiten Finalteilnahme des Jahres in Barcelona mit 4:6 und 6:7. Zuvor war Murray auf der Challenger Tour mit Neal Skupski in Phoenix an den Start gegangen und gewann mit diesem das Turnier auch. Nach den French Open, bei denen sie in der ersten Runde ausschieden, beendeten Murray und Soares ihre mehrjährige Partnerschaft. Murray setzte die Saison, mit vereinzelten Ausnahmen, mit Neal Skupski als neuem festen Doppelpartner fort. Die beiden erreichten fünf Halbfinale im weiteren Saisonverlauf, darunter bei den US Open, bei denen sie den topgesetzten Cabal und Farah unterlagen. Am 7. September 2019 gewann Murray gemeinsam mit Bethanie Mattek-Sands gegen Michael Venus und Chan Hao-ching erneut den Mixed-Titel bei den US Open, womit die beiden das erste Duo seit 1982 wurden, das seinen Titel in Flushing Meadows verteidigen konnte.

## Erfolge
| Legende (Anzahl der Siege)                           |
| Grand Slam (7)                                       |
| ATP World Tour Finals                                |
| ATP World Tour Masters 1000 (1)                      |
| ATP International Series Gold ATP World Tour 500 (9) |
| ATP International Series ATP World Tour 250 (22)     |
| ATP Challenger Tour (12)                             |

| Titel nach Belag |
| Hartplatz (28)   |
| Sand (6)         |
| Rasen (5)        |

### Doppel

#### Turniersiege

##### ATP World Tour
| Nr. | Datum              | Turnier          | Belag         | Partner       | Finalgegner                                | Ergebnis           |
| --- | ------------------ | ---------------- | ------------- | ------------- | ------------------------------------------ | ------------------ |
| 1.  | 18. Februar 2007   | San José         | Hartplatz     | Eric Butorac  | Chris Haggard Rainer Schüttler             | 7:5, 7:66          |
| 2.  | 25. Februar 2007   | Memphis          | Hartplatz     | Eric Butorac  | Jürgen Melzer Julian Knowle                | 7:5, 6:3           |
| 3.  | 23. Juni 2007      | Nottingham       | Rasen         | Eric Butorac  | Joshua Goodall Ross Hutchins               | 4:6, 6:3, [10:5]   |
| 4.  | 17. Februar 2008   | Delray Beach     | Hartplatz     | Maks Mirny    | Bob Bryan Mike Bryan                       | 6:4, 3:6, [10:6]   |
| 5.  | 7. November 2010   | Valencia         | Hartplatz (i) | Andy Murray   | Mahesh Bhupathi Maks Mirny                 | 7:68, 5:7, [10:7]  |
| 6.  | 25. September 2011 | Metz             | Hartplatz (i) | André Sá      | Marcelo Melo Lukáš Dlouhý                  | 6:4, 7:67          |
| 7.  | 9. Oktober 2011    | Tokio            | Hartplatz     | Andy Murray   | František Čermák Filip Polášek             | 6:1, 6:4           |
| 8.  | 14. April 2013     | Houston          | Sand          | John Peers    | Bob Bryan Mike Bryan                       | 1:6, 7:63, [12:10] |
| 9.  | 28. Juli 2013      | Gstaad           | Sand          | John Peers    | Pablo Andújar Guillermo García López       | 6:3, 6:4           |
| 10. | 29. September 2013 | Bangkok          | Hartplatz     | John Peers    | Tomasz Bednarek Johan Brunström            | 6:3, 3:6, [10:6]   |
| 11. | 4. Mai 2014        | München          | Sand          | John Peers    | Colin Fleming Ross Hutchins                | 6:4, 6:2           |
| 12. | 11. Januar 2015    | Brisbane         | Hartplatz     | John Peers    | Oleksandr Dolhopolow Kei Nishikori         | 6:3, 7:64          |
| 13. | 2. August 2015     | Hamburg          | Sand          | John Peers    | Juan Sebastián Cabal Robert Farah          | 2:6, 6:3, [10:8]   |
| 14. | 16. Januar 2016    | Sydney (1)       | Hartplatz     | Bruno Soares  | Rohan Bopanna Florin Mergea                | 6:3, 7:66          |
| 15. | 30. Januar 2016    | Australian Open  | Hartplatz     | Bruno Soares  | Daniel Nestor Radek Štěpánek               | 2:6, 6:4, 7:5      |
| 16. | 10. September 2016 | US Open          | Hartplatz     | Bruno Soares  | Pablo Carreño Busta Guillermo García López | 6:2, 6:3           |
| 17. | 5. März 2017       | Acapulco (1)     | Hartplatz     | Bruno Soares  | John Isner Feliciano López                 | 6:3, 6:3           |
| 18. | 18. Juni 2017      | Stuttgart        | Rasen         | Bruno Soares  | Oliver Marach Mate Pavić                   | 6:74, 7:5, [10:5]  |
| 19. | 25. Juni 2017      | Queen’s Club     | Rasen         | Bruno Soares  | Julien Benneteau Édouard Roger-Vasselin    | 6:2, 6:3           |
| 20. | 3. März 2018       | Acapulco (2)     | Hartplatz     | Bruno Soares  | Bob Bryan Mike Bryan                       | 7:64, 7:5          |
| 21. | 5. August 2018     | Washington, D.C. | Hartplatz     | Bruno Soares  | Mike Bryan Édouard Roger-Vasselin          | 3:6, 6:3, [10:4]   |
| 22. | 19. August 2018    | Cincinnati       | Hartplatz     | Bruno Soares  | Juan Sebastián Cabal Robert Farah          | 4:6, 6:3, [10:6]   |
| 23. | 12. Januar 2019    | Sydney (2)       | Hartplatz     | Bruno Soares  | Juan Sebastián Cabal Robert Farah          | 6:4, 6:3           |
| 24. | 13. November 2020  | Sofia            | Hartplatz (i) | Neal Skupski  | Jürgen Melzer Édouard Roger-Vasselin       | kampflos           |
| 25. | 7. Februar 2021    | Melbourne        | Hartplatz     | Bruno Soares  | Juan Sebastián Cabal Robert Farah          | 6:3, 7:67          |
| 26. | 31. Oktober 2021   | St. Petersburg   | Hartplatz (i) | Bruno Soares  | Andrei Golubew Hugo Nys                    | 6:3, 6:4           |
| 27. | 27. August 2022    | Winston-Salem    | Hartplatz     | Matthew Ebden | Hugo Nys Jan Zieliński                     | 6:4, 6:2           |
| 28. | 12. Februar 2023   | Dallas           | Hartplatz (i) | Michael Venus | Nathaniel Lammons Jackson Withrow          | 1:6, 7:64, [10:7]  |
| 29. | 22. April 2023     | Banja Luka       | Sand          | Michael Venus | Francisco Cabral Alexander Nedowessow      | 7:5, 6:2           |
| 30. | 27. Mai 2023       | Genf             | Sand          | Michael Venus | Marcel Granollers Horacio Zeballos         | 7:66, 7:63         |
| 31. | 26. September 2023 | Zhuhai           | Hartplatz     | Michael Venus | Nathaniel Lammons Jackson Withrow          | 6:4, 6:4           |
| 32. | 24. Februar 2024   | Doha             | Hartplatz     | Michael Venus | Lorenzo Musetti Lorenzo Sonego             | 7:60, 2:6, [10:8]  |
| 33. | 27. Oktober 2024   | Basel            | Hartplatz (i) | John Peers    | Wesley Koolhof Nikola Mektić               | 6:3, 7:5           |
| 34. | 9. November 2024   | Belgrad          | Hartplatz (i) | John Peers    | Ivan Dodig Skander Mansouri                | 3:6, 7:65, [11:9]  |

##### ATP Challenger Tour
| Nr. | Datum              | Turnier             | Belag         | Partner         | Finalgegner                           | Ergebnis          |
| --- | ------------------ | ------------------- | ------------- | --------------- | ------------------------------------- | ----------------- |
| 1.  | 2. September 2006  | Como                | Sand          | Jamie Delgado   | Victor Crivoi Gabriel Moraru          | 6:2, 4:6, [10:7]  |
| 2.  | 9. Februar 2007    | Dallas              | Teppich (i)   | Eric Butorac    | Rajeev Ram Bobby Reynolds             | 6:4, 6:74, [10:7] |
| 3.  | 22. August 2009    | Trani               | Sand          | Jamie Delgado   | Simon Greul Alessandro Motti          | 3:6, 6:4, [12:10] |
| 4.  | 12. September 2009 | Alphen aan den Rijn | Sand          | Jonathan Marray | Serhij Bubka Serhij Stachowskyj       | 6:1, 6:4          |
| 5.  | 25. September 2009 | Ljubljana           | Sand          | Jamie Delgado   | Stéphane Robert Simone Vagnozzi       | 6:3, 6:3          |
| 6.  | 7. November 2009   | Astana              | Hartplatz (i) | Jonathan Marray | David Martin Rogier Wassen            | 4:6, 6:3, [10:5]  |
| 7.  | 15. Januar 2010    | Salinas             | Hartplatz     | Jonathan Marray | Sanchai Ratiwatana Sonchat Ratiwatana | 6:3, 6:4          |
| 8.  | 13. Februar 2010   | Bergamo             | Hartplatz (i) | Jonathan Marray | Karol Beck Jiří Krkoška               | 1:6, 7:62, [10:8] |
| 9.  | 16. Oktober 2010   | Taschkent           | Hartplatz     | Ross Hutchins   | Karol Beck Filip Polášek              | 2:6, 6:4, [10:8]  |
| 10. | 20. November 2010  | Bratislava          | Hartplatz (i) | Colin Fleming   | Travis Parrott Filip Polášek          | 6:2, 3:6, [10:6]  |
| 11. | 8. Juni 2013       | Nottingham          | Rasen         | John Peers      | Ken Skupski Neal Skupski              | 6:2, 6:73, [10:6] |
| 12. | 17. März 2019      | Phoenix             | Hartplatz     | Neal Skupski    | Austin Krajicek Artem Sitak           | 6:72, 7:5, [10:6] |

#### Finalteilnahmen
| Nr. | Datum              | Turnier           | Belag         | Partner       | Finalgegner                          | Ergebnis          |
| --- | ------------------ | ----------------- | ------------- | ------------- | ------------------------------------ | ----------------- |
| 1.  | 30. Juli 2006      | Los Angeles       | Hartplatz     | Eric Butorac  | Bob Bryan Mike Bryan                 | 2:6, 4:6          |
| 2.  | 1. Oktober 2006    | Bangkok           | Hartplatz (i) | Andy Murray   | Jonathan Erlich Andy Ram             | 2:6, 6:2, [4:10]  |
| 3.  | 21. April 2008     | Estoril           | Sand          | Kevin Ullyett | Jeff Coetzee Wesley Moodie           | 2:6, 6:4, [8:10]  |
| 4.  | 16. Juni 2008      | Nottingham        | Rasen         | Jeff Coetzee  | Bruno Soares Kevin Ullyett           | 2:6, 6:75         |
| 5.  | 5. Februar 2012    | Montpellier       | Hartplatz (i) | Paul Hanley   | Nicolas Mahut Édouard Roger-Vasselin | 4:6, 6:74         |
| 6.  | 6. Oktober 2013    | Tokio (1)         | Hartplatz     | John Peers    | Rohan Bopanna Édouard Roger-Vasselin | 6:75, 4:6         |
| 7.  | 15. Juni 2014      | Queen’s Club (1)  | Rasen         | John Peers    | Alexander Peya Bruno Soares          | 6:4, 6:74, [4:10] |
| 8.  | 23. August 2014    | Winston-Salem     | Hartplatz     | John Peers    | Juan Sebastián Cabal Robert Farah    | 3:6, 4:6          |
| 9.  | 28. September 2014 | Kuala Lumpur      | Hartplatz (i) | John Peers    | Marcin Matkowski Leander Paes        | 6:3, 6:75, [5:10] |
| 10. | 15. Februar 2015   | Rotterdam         | Hartplatz (i) | John Peers    | Jean-Julien Rojer Horia Tecău        | 6:3, 3:6, [8:10]  |
| 11. | 26. April 2015     | Barcelona (1)     | Sand          | John Peers    | Marin Draganja Henri Kontinen        | 3:6, 7:66, [9:11] |
| 12. | 11. Juli 2015      | Wimbledon         | Rasen         | John Peers    | Jean-Julien Rojer Horia Tecău        | 6:75, 4:6, 4:6    |
| 13. | 12. September 2015 | US Open (1)       | Hartplatz     | John Peers    | Pierre-Hugues Herbert Nicolas Mahut  | 4:6, 4:6          |
| 14. | 25. Oktober 2015   | Wien (1)          | Hartplatz (i) | John Peers    | Łukasz Kubot Marcelo Melo            | 6:4, 6:73, [6:10] |
| 15. | 1. November 2015   | Basel             | Hartplatz (i) | John Peers    | Alexander Peya Bruno Soares          | 5:7, 5:7          |
| 16. | 17. April 2016     | Monte Carlo       | Sand          | Bruno Soares  | Pierre-Hugues Herbert Nicolas Mahut  | 6:4, 0:6, [6:10]  |
| 17. | 31. Juli 2016      | Toronto           | Hartplatz     | Bruno Soares  | Ivan Dodig Marcelo Melo              | 4:6, 4:6          |
| 18. | 14. Januar 2017    | Sydney            | Hartplatz     | Bruno Soares  | Wesley Koolhof Matwé Middelkoop      | 3:6, 5:7          |
| 19. | 20. August 2017    | Cincinnati (1)    | Hartplatz     | Bruno Soares  | Pierre-Hugues Herbert Nicolas Mahut  | 6:76, 4:6         |
| 20. | 8. Oktober 2017    | Tokio (2)         | Hartplatz     | Bruno Soares  | Ben McLachlan Yasutaka Uchiyama      | 4:6, 6:71         |
| 21. | 5. Januar 2018     | Doha              | Hartplatz     | Bruno Soares  | Oliver Marach Mate Pavić             | 2:6, 6:76         |
| 22. | 24. Juni 2018      | Queen’s Club (2)  | Rasen         | Bruno Soares  | Henri Kontinen John Peers            | 4:6, 3:6          |
| 23. | 14. Oktober 2018   | Shanghai          | Hartplatz     | Bruno Soares  | Łukasz Kubot Marcelo Melo            | 4:6, 2:6          |
| 24. | 27. April 2019     | Barcelona (2)     | Sand          | Bruno Soares  | Juan Sebastián Cabal Robert Farah    | 4:6, 6:74         |
| 25. | 29. August 2020    | New York City (2) | Hartplatz     | Neal Skupski  | Pablo Carreño Busta Alex de Minaur   | 2:6, 5:7          |
| 26. | 1. November 2020   | Wien (2)          | Hartplatz (i) | Neal Skupski  | Łukasz Kubot Marcelo Melo            | 6:75, 5:7         |
| 27. | 10. September 2021 | US Open (2)       | Hartplatz     | Bruno Soares  | Rajeev Ram Joe Salisbury             | 6:3, 2:6, 2:6     |
| 28. | 20. Februar 2022   | Rio de Janeiro    | Sand          | Bruno Soares  | Simone Bolelli Fabio Fognini         | 5:7, 7:62, [6:10] |
| 29. | 8. Januar 2023     | Adelaide          | Hartplatz     | Michael Venus | Lloyd Glasspool Harri Heliövaara     | 3:6, 6:73         |
| 30. | 20. August 2023    | Cincinnati (3)    | Hartplatz     | Michael Venus | Máximo González Andrés Molteni       | 6:3, 1:6, [9:11]  |
| 31. | 22. Oktober 2023   | Tokio (3)         | Hartplatz     | Michael Venus | Rinky Hijikata Max Purcell           | 4:6, 1:6          |

### Mixed

#### Turniersiege
| Nr. | Datum             | Turnier       | Belag     | Partnerin             | Finalgegner                   | Ergebnis         |
| --- | ----------------- | ------------- | --------- | --------------------- | ----------------------------- | ---------------- |
| 1.  | 8. Juli 2007      | Wimbledon (1) | Rasen     | Jelena Janković       | Jonas Björkman Alicia Molik   | 6:4, 3:6, 6:1    |
| 2.  | 16. Juli 2017     | Wimbledon (2) | Rasen     | Martina Hingis        | Henri Kontinen Heather Watson | 6:4, 6:4         |
| 3.  | 9. September 2017 | US Open (1)   | Hartplatz | Martina Hingis        | Chan Hao-ching Michael Venus  | 6:1, 4:6, [10:8] |
| 4.  | 8. September 2018 | US Open (2)   | Hartplatz | Bethanie Mattek-Sands | Nikola Mektić Alicja Rosolska | 2:6, 6:3, [11:9] |
| 5.  | 7. September 2019 | US Open (3)   | Hartplatz | Bethanie Mattek-Sands | Chan Hao-ching Michael Venus  | 6:2, 6:3         |

#### Finalteilnahmen
| Nr. | Datum             | Turnier   | Belag     | Partnerin          | Finalgegner                    | Ergebnis  |
| --- | ----------------- | --------- | --------- | ------------------ | ------------------------------ | --------- |
| 1.  | 7. September 2008 | US Open   | Hartplatz | Liezel Huber       | Leander Paes Cara Black        | 6:76, 4:6 |
| 2.  | 15. Juli 2018     | Wimbledon | Rasen     | Wiktoryja Asaranka | Alexander Peya Nicole Melichar | 6:71, 3:6 |

## Abschneiden bei Grand-Slam-Turnieren

### Doppel
| Turnier         | 2006 | 2007 | 2008 | 2009 | 2010 | 2011 | 2012 | 2013 | 2014 | 2015 | 2016 | 2017 | 2018 | 2019 | 2020 | 2021 | 2022 | 2023 | 2024 | 2025 | Karriere |
| --------------- | ---- | ---- | ---- | ---- | ---- | ---- | ---- | ---- | ---- | ---- | ---- | ---- | ---- | ---- | ---- | ---- | ---- | ---- | ---- | ---- | -------- |
| Australian Open | —    | 1    | 1    | 1    | —    | 2    | 1    | 1    | 2    | AF   | S    | 1    | 2    | VF   | 2    | HF   | AF   | 2    | 1    | 2    | S        |
| French Open     | —    | 1    | 1    | 1    | 1    | 2    | 1    | 2    | AF   | AF   | AF   | VF   | 2    | 1    | VF   | AF   | 2    | AF   | 2    | 1    | VF       |
| Wimbledon       | 1    | AF   | AF   | 1    | 1    | 2    | 2    | 1    | AF   | F    | VF   | 2    | VF   | 1    |      | 2    | AF   | VF   | 1    | 1    | F        |
| US Open         | —    | 2    | 1    | —    | —    | 1    | 1    | VF   | 1    | F    | S    | VF   | VF   | HF   | VF   | F    | 2    | 2    | 1    |      | S        |

### Mixed
| Turnier         | 2007 | 2008 | 2009 | 2010 | 2011 | 2012 | 2013 | 2014 | 2015 | 2016 | 2017 | 2018 | 2019 | 2020 | 2021 | 2022 | 2023 | 2024 | 2025 | Karriere |
| --------------- | ---- | ---- | ---- | ---- | ---- | ---- | ---- | ---- | ---- | ---- | ---- | ---- | ---- | ---- | ---- | ---- | ---- | ---- | ---- | -------- |
| Australian Open | —    | AF   | AF   | —    | 1    | 1    | —    | 1    | AF   | VF   | —    | AF   | VF   | F    | AF   | —    | VF   | AF   | 1    | F        |
| French Open     | —    | VF   | —    | —    | HF   | —    | —    | 1    | AF   | VF   | —    | 1    | —    |      | 1    | —    | AF   | —    | —    | HF       |
| Wimbledon       | S    | HF   | HF   | 1    | 2    | —    | 1    | VF   | —    | —    | S    | F    | 2    |      | —    | AF   | AF   | VF   | 1    | S        |
| US Open         | HF   | F    | —    | —    | 1    | —    | —    | AF   | AF   | —    | S    | S    | S    |      | 1    | 1    | AF   | —    |      | S        |